# Alive (álbum de Big Bang)
Alive é o quarto álbum de estúdio japonês do grupo sul-coreano Big Bang, lançado em 28 de março de 2012. O álbum tornou-se o primeiro lançamento do grupo sob a YGEX, uma parceria entre a sul-coreana YG Entertainment com a gravadora japonesa Avex Trax.
Após o seu lançamento, o álbum atingiu o top 3 das das paradas japonesas Billboard Japan Top Albums Sales e Oricon Albums Chart. Adicionalmente, suas vendas de mais de cem mil cópias, levaram o álbum a receber a certificação ouro pela Associação da Indústria de Gravação do Japão. 

## Antecedentes e composição
Após o lançamento bem sucedido de seu extended play (EP) coreano Alive em fevereiro de 2012 e de seus respectivos singles, o Big Bang se preparou para o lançamento de seu álbum japonês de mesmo nome, que seria composto por todas as canções do referido EP e receberia as versões em língua japonesa dos singles "Blue", "Bad Boy" e "Fantastic Baby" através de letras de Verbal e Sunny Boy. Em 18 de março, a YG Entertainment anunciou para o lançamento do álbum japonês, a inclusão das novas canções "Ego" e "Feeling", não lançadas no EP coreano homônimo. Adicionalmente, "Feeling" produzida através do DJ alemão Boys Noize, havia sido selecionada para ser o tema de abertura japonês da animação estadunidense  Transformers: Prime.
Alive possui todas as suas canções compostas pelos membros G-Dragon e T.O.P, com exceção da faixa "Wings", uma colaboração entre o primeiro com Daesung, conhecido pelo nome artístico D-Lite no Japão. Além disso, G-Dragon também é responsável pela produção do álbum juntamente com Teddy Park. 

## Lançamento e promoção
O lançamento de Alive foi comercializado em formato digital contendo nove canções e em formato físico possuindo no total dez canções, pois recebeu a adição da versão japonesa da canção "Haru Haru" como faixa bônus, que havia sido lançada previamente na terceira coletânea do Big Bang intitulada The Best of Big Bang (2011). O lançamento físico de Alive foi composto de cinco versões, nomeadas como A, B, C, D e E, o qual duas delas foram formadas por CD+DVD+Livro de fotos (tipos A e E, onde nesta última foram acrescentados como material extra, uma toalha de rosto e uma bolsa de viagem, com venda exclusiva pela HMV Japan), além de duas versões formadas por CD+DVD (tipos B e C, com cada uma contendo um DVD de conteúdo diferente) e uma versão contendo apenas o álbum (tipo D).
As atividades promocionais direcionas a divulgar Alive, consistiu de apresentações do Big Bang através dos programas de televisão japoneses Happy Music da NTV em 30 de março de 2012, Music Japan da NHK e Music Lovers da NTV, em 1 de abril. Ademais, os vídeos musicais das canções "Fantastic Baby", "Blue" e "Bad Boy", foram lançados através de canais de música do país, como o MTV Japan, Space Shower TV e M-On!

## Lista de faixas
| Alive – Edição digital |                                    |                                        |                                          |                                |         |  |
| N.º                    | Título                             | Letras                                 | Música                                   | Arranjos                       | Duração |  |
| 1.                     | "Alive" (Intro)                    | G-Dragon, Teddy Park, T.O.P            | Dee.P, G-Dragon, Teddy Park              | Teddy Park                     | 0:48    |  |
| 2.                     | "Fantastic Baby" (versão japonesa) | G-Dragon, T.O.P, Verbal                | Teddy Park, G-Dragon                     | Teddy Park                     | 3:52    |  |
| 3.                     | "Blue" (versão japonesa)           | G-Dragon, Teddy Park, T.O.P, Sunny Boy | G-Dragon, Choice37                       | Teddy Park                     | 3:54    |  |
| 4.                     | "Love Dust"                        | G-Dragon, Teddy Park, T.O.P            | G-Dragon, Teddy Park                     | Teddy Park                     | 3:52    |  |
| 5.                     | "Feeling"                          | G-Dragon, T.O.P, Sunny Boy             | Boys Noize, G-Dragon                     | Boys Noize                     | 3:34    |  |
| 6.                     | "Ain't No Fun"                     | G-Dragon, T.O.P                        | G-Dragon, DJ Murf, Peejay                | DJ Murf, Peejay                | 3:42    |  |
| 7.                     | "Bad Boy" (versão japonesa)        | G-Dragon, T.O.P, Sunny Boy             | G-Dragon, Choice 37                      | Choice37                       | 3:58    |  |
| 8.                     | "Ego"                              | G-Dragon, T.O.P, Sunny Boy             | G-Dragon, Ham Seung Cheon, Kang Wook Jin | Ham Seung Cheon, Kang Wook Jin | 3:26    |  |
| 9.                     | "Wings" (D-Lite solo)              | G-Dragon, Daesung "D-Lite"             | G-Dragon, Choi Pil Kang                  | Choi Pil Kang                  | 3:43    |  |
| Duração total:         | Duração total:                     | Duração total:                         | Duração total:                           | Duração total:                 | 30:43   |  |

| Alive – Edição física (faixa bônus) |                               |                                              |                        |                |         |  |
| N.º                                 | Título                        | Letras                                       | Música                 | Arranjos       | Duração |  |
| 10.                                 | "Haru Haru" (versão japonesa) | Shikata, iNoZzi, G-Dragon, Seiko Fujibayashi | G-Dragon, Daishi Dance | Daishi Dance   | 4:17    |  |
| Duração total:                      | Duração total:                | Duração total:                               | Duração total:         | Duração total: | 34:59   |  |

| Conteúdo bônus em DVD – Edição CD+DVD (Disco 2) (versões Tipo A, Tipo B e Tipo E) |                                                                                            |         |  |
| N.º                                                                               | Título                                                                                     | Duração |  |
| 1.                                                                                | "Making of Alive" (Recording & Photo Shooting)                                             |         |  |
| 2.                                                                                | "Fantastic Baby" (Vídeo musical - Making of)                                               |         |  |
| 3.                                                                                | "Blue" (Vídeo musical - Making of)                                                         |         |  |
| 4.                                                                                | "Bad Boy" (Vídeo musical - Making of)                                                      |         |  |
| 5.                                                                                | ""Big Bang is Back"" (Interview)                                                           |         |  |
| 6.                                                                                | "Backstage of "2012 YG Family Concert in Japan" -Big Bang-" (Conteúdo exclusivo do Tipo E) |         |  |

| Conteúdo bônus em DVD – Edição CD+DVD (Disco 3) (versões Tipo A, Tipo C e Tipo E) |                                                          |         |  |
| N.º                                                                               | Título                                                   | Duração |  |
| 1.                                                                                | "Fantastic Baby -Ver.0-" (Vídeo musical versão japonesa) |         |  |
| 2.                                                                                | "Blue" (Vídeo musical versão Japonesa)                   |         |  |
| 3.                                                                                | "Bad Boy" (Vídeo musical versão Japonesa)                |         |  |
| 4.                                                                                | "Big Bang is Back" (TV Advertisement)                    |         |  |

### Alive Monster Edition
Alive - Monster Edition é um álbum de estúdio japonês lançado pelo Big Bang como um relançamento de seu álbum Alive. O seu lançamento ocorreu em 20 de junho de 2012, através da YGEX. Comercialmente, Alive - Monster Edition atingiu a posição de número três nas paradas japonesas Billboard Japan Top Albums Sales e Oricon Albums Chart.

### Lançamento e desempenho nas paradas musicais
Alive - Monster Edition foi lançado contendo em sua lista de faixas, as três novas canções: "Still Alive", "Bingle Bingle" e "Monster", incluídas também no relançamento do EP coreano do Big Bang. O álbum foi comercializado em formato digital contendo onze canções e em formato físico, onde recebeu a adição da versão japonesa de "Haru Haru", totalizando doze canções. Além disso, seu lançamento físico foi composto por três versões, sendo elas, CD, CD+DVD e CD+DVD+camiseta.
No Japão, o álbum foi lançado estreando em seu pico de número três na Billboard Japan Top Albums Sales. Na parada da Oricon, o álbum também posicionou-se em número três pela Oricon Albums Chart, obtendo vendas de 38,861 mil cópias em sua primeira semana.

### Lista de faixas
| Alive Monster Edition – Edição digital |                                    |                                        |                                          |                                |         |  |
| N.º                                    | Título                             | Letras                                 | Música                                   | Arranjos                       | Duração |  |
| 1.                                     | "Still Alive"                      | G-Dragon, Teddy Park, T.O.P            | Dee.P, G-Dragon, Teddy Park              | Dee.P                          | 3:18    |  |
| 2.                                     | "Monster" (versão japonesa)        | G-Dragon, T.O.P, Sunny Boy             | G-Dragon, Choi Pil-kang                  | Choi Pil-kang, Dee.P           | 4:38    |  |
| 3.                                     | "Fantastic Baby" (versão japonesa) | G-Dragon, T.O.P, Verbal                | G-Dragon, Teddy Park                     | Teddy Park                     | 3:50    |  |
| 4.                                     | "Blue" (versão japonesa)           | G-Dragon, Teddy Park, T.O.P, Sunny Boy | G-Dragon, Choice37                       | Teddy Park                     | 3:59    |  |
| 5.                                     | "Love Dust"                        | G-Dragon, Teddy Park, T.O.P            | G-Dragon, Teddy Park                     | Teddy Park                     | 3:51    |  |
| 6.                                     | "Feeling"                          | G-Dragon, T.O.P, Sunny Boy             | Boys Noize, G-Dragon                     | Boys Noize                     | 3:33    |  |
| 7.                                     | "Ain't No Fun"                     | G-Dragon, T.O.P                        | G-Dragon, DJ Murf, Peejay                | DJ Murf, Peejay                | 3:43    |  |
| 8.                                     | "Bad Boy" (versão japonesa)        | G-Dragon, T.O.P, Sunny Boy             | G-Dragon, Choice 37                      | Choice37                       | 3:55    |  |
| 9.                                     | "Ego"                              | G-Dragon, T.O.P, Sunny Boy             | G-Dragon, Ham Seung Cheon, Kang Wook Jin | Ham Seung Cheon, Kang Wook Jin | 3:25    |  |
| 10.                                    | "Wings" (D-Lite solo)              | G-Dragon, Daesung "D-Lite"             | G-Dragon, Choi Pil Kang                  | Choi Pil Kang                  | 3:43    |  |
| 11.                                    | "Bingle Bingle"                    | G-Dragon, T.O.P                        | Teddy Park, G-Dragon, Seo Won-jin        | Teddy Park, Seo Won-jin        | 3:00    |  |

| Alive Monster Edition – Edição física (faixa bônus) |                               |                                              |                        |              |         |  |
| N.º                                                 | Título                        | Letras                                       | Música                 | Arranjos     | Duração |  |
| 12.                                                 | "Haru Haru" (versão japonesa) | Shikata, iNozzi, G-Dragon, Seiko Fujibayashi | G-Dragon, Daishi Dance | Daishi Dance | 4:16    |  |

| Conteúdo bônus em DVD – Edição CD+DVD |                                                   |         |  |
| N.º                                   | Título                                            | Duração |  |
| 1.                                    | "Monster" (Vídeo musical -Ver. 0-)                |         |  |
| 2.                                    | "Fantastic Baby" (Vídeo musical-Ver. Final-)      |         |  |
| 3.                                    | "Blue" (Vídeo musical (versão coreana))           |         |  |
| 4.                                    | "Bad Boy" (Vídeo musical (versão coreana))        |         |  |
| 5.                                    | "Fantastic Baby" (Vídeo musical (versão coreana)) |         |  |
| 6.                                    | "Making of "Alive -Monster Edition-""             |         |  |

## Desempenho nas paradas musicais
Após o lançamento de Alive no Japão, o álbum estreou em seu pico de número três na Billboard Japan Top Albums Sales. Um desempenho semelhante foi obtido na parada da Oricon, onde o álbum atingiu a mesma posição pela Oricon Albums Chart, obtendo vendas semanais de 52,987 mil cópias. Mais tarde, Alive ingressou na parada anual da Oricon Albums Chart, posicionando-se em número 31, ao vender 187,865 mil cópias no ano de 2012 no país.
| Paradas (2012)                           | Melhor posição |
| ---------------------------------------- | -------------- |
| Japão (Billboard Japan Top Albums Sales) | 3              |
| Japão (Oricon Daily Albums Chart)        | 2              |
| Japão (Oricon Weekly Albums Chart)       | 3              |

| Paradas (2012)                           | Melhor posição |
| ---------------------------------------- | -------------- |
| Japão (Billboard Japan Top Albums Sales) | 30             |
| Japão (Oricon Yearly Albums Chart)       | 31             |

### Certificações
| País  | Provedor | Certificação | Vendas   |
| ----- | -------- | ------------ | -------- |
| Japão | RIAJ     | Ouro         | 100,000+ |

## Prêmios
| Ano  | Prêmio                 | Categoria                | Resultado | Ref.   |
| ---- | ---------------------- | ------------------------ | --------- | ------ |
| 2013 | Japan Gold Disc Awards | Melhores 3 Álbuns (Ásia) | Venceu    | [ 23 ] |

## Histórico de lançamento
| Região | Data                | Formato                     | Gravadora | Edição                  |
| ------ | ------------------- | --------------------------- | --------- | ----------------------- |
| Japão  | 28 de março de 2012 | CD CD+ DVD download digital | YGEX      | Alive                   |
| Japão  | 20 de junho de 2012 | CD CD+ DVD download digital | YGEX      | Alive - Monster Edition |